# Каменка (Миллеровский район)
Каменка — хутор в Миллеровском районе Ростовской области. Входит в состав Криворожского сельского поселения.

## География

### Улицы
| - ул. Вишневая, - ул. Молодёжная, - ул. Почтовая, - ул. Садовая, - ул. Тополиная, - ул. Школьная, | - пер. Горный, - пер. Стадионный, - пер. Тихий. |

## Население
| 2010 |
| ---- |
| 557  |